# Женевско срещниче
Женевско срещниче (Ajuga genevensis) е многогодишно тревисто растение от семейство Lamiaceae.

## Описание
Стъблото е изправено с дължина от 10 до 40 cm, почти голо до гъстожлезисто-влакнесто. Листата са дълги (30 – 120 mm) и тесни (8 – 50 mm), обратно или продълговато яйцевидни. Притежават синкав или виолетов оттенък.
Чашката е зъбчата, венчето ярко синьо, а по-рядко е пурпурно или бяло. Тичинките са стърчащи и влакнести.

## Местообитание
Расте в горски и тревисти местообитания.